# Drăculești
Drăculeștiové byli jednou ze dvou hlavních větví rodu Basarab v boji o Valašské vévodství (rum.: voievodatul Țara Românească); druhou větví byl rod Dănești. Tyto dva rody se spolu přely o trůn Valašska od doby přelomu 14. až do počátku 16. století. Potomci těchto rodů ovládali knížectví až do jeho sjednocení s Transylvánií a Moldavskem v roce 1600 pod vládce jménem Michal Chrabrý.
Doba Drăculeștiů začala v roce 1386 vládou Mircey cel Bătrân, také známým jako Mircea Starší (kvůli odlišení s jeho vnukem Mirceou II.), či podle novodobé historie Mircea Velký. Šlo o jednu z nejklíčovějších postav valašské historie. Nicméně rodina je nejvíce spojována s postavou Mirceova vnuka, Vlada III. Drăculey (rum. Vlad Țepeș), který je rumunským národním hrdinou a také je inspirací pro postavu upířího hraběte Drákuly.

## Členové rodu, kterým patřil trůn Valašska /Țara Românească

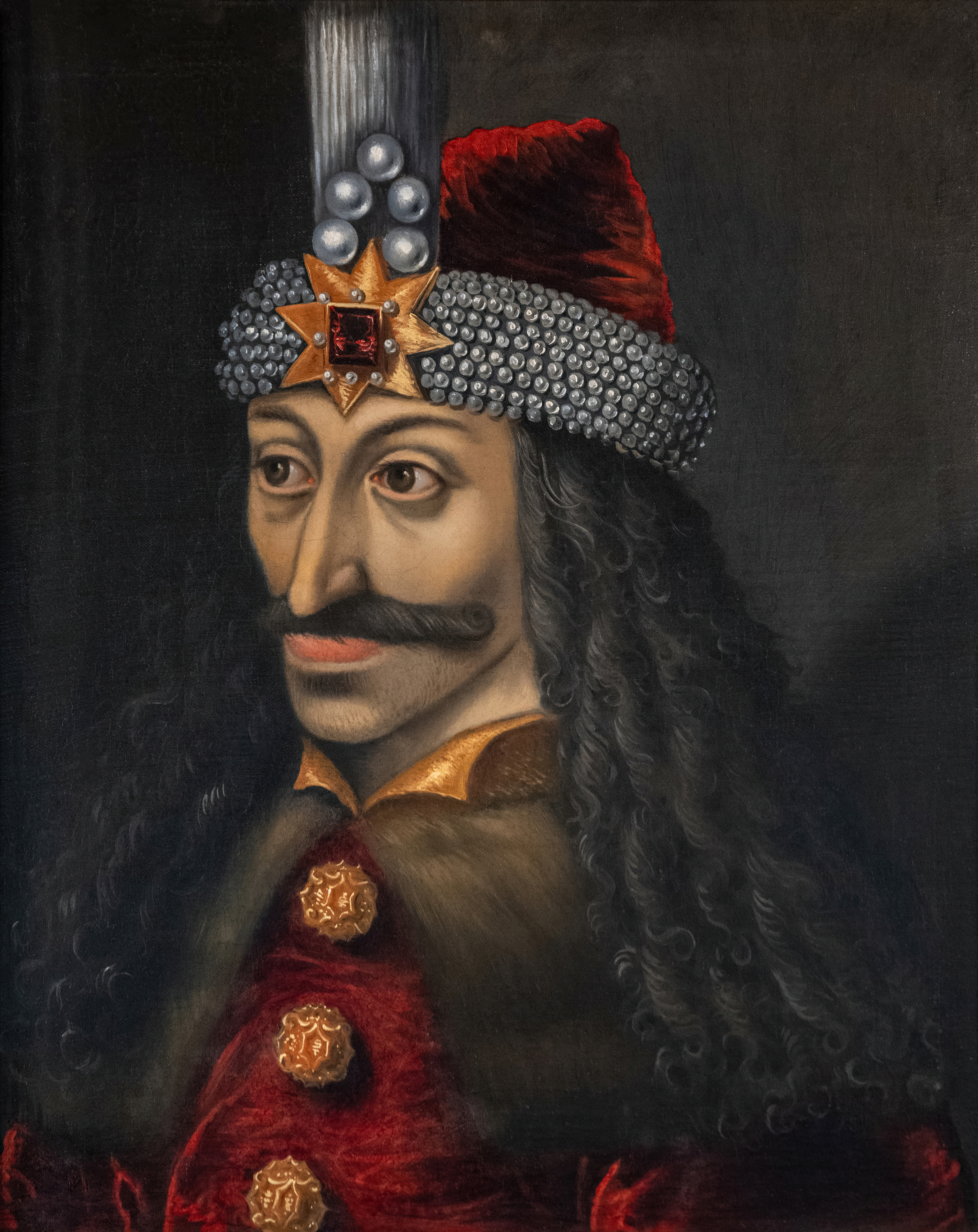
Vlad III. Dracula řečený Napichovač je nejznámější člen rodu

- Vlad II. Dracul		1436-1442, 1443-1447; syn Mircey (rum. Mircea) cel Bătrân
- Mircea II.			1442; syn Vlada II.
- Vlad III. Dracula (Vlad Țepeș)		1448, 1456-1462, 1476; syn Vlada II.
- Radu III. Pěkný 1462-1473, 1474; syn Vlada II.
- Vlad IV.			1481, 1482-1495; syn Vlada II.
- Radu IV.			1495-1508; syn Vlada Călugăruly
- Mihnea I.			1508-1509; syn Vlada III.
- Mircea III. Dracul		1510; syn Mihney cel Rău
- Vlad cel Tânăr			1510-1512; syn Vlada Călugăruly
- Radu de la Afumați		1522-1523, 1524, 1524-1525, 1525-1529; syn Radua cel Mare
- Radu Bădica			1523-1524; syn Radua cel Mare
- Vlad Înecatul			1530-1532; syn Vlada cel Tânăr
- Vlad Vintilă de la Slatina	1532-1534, 1534-1535; syn Radua cel Mare
- Radu Paisie			1534, 1535-1545; syn Radua cel Mare
- Mircea Ciobanul			1545-1552, 1553–1554, 1558-1559; syn Radua cel Mare
- Pătrașcu cel Bun 1554-1558; syn Radua Paisie
- Petru cel Tânăr			1559-1568; syn Mircey (rum. Mircea) Ciobanul
- Alexandru II. Mircea		1568-1574, 1574-1577; syn Mircey III. Draculy
- Vintilă 1574; 		syn Pătrașcu cel Buna
- Mihnea Turcitul			1577-1583, 1585-1591; syn Alexandrua II. Mircey
- Petru Cercel			1583-1585; syn Pătrașcu cel Bunea
- Michal Chrabrý			1593-1600; pravděpodobně syn Pătrașcu cel Bunea